# Fjord glacé d'Ilulissat
Le fjord glacé d'Ilulissat (en groenlandais : Ilulissat Kangerlua) est un fjord de l'ouest du Groenland. Il a été classé au patrimoine mondial de l'Unesco en 2004.

## Géographie

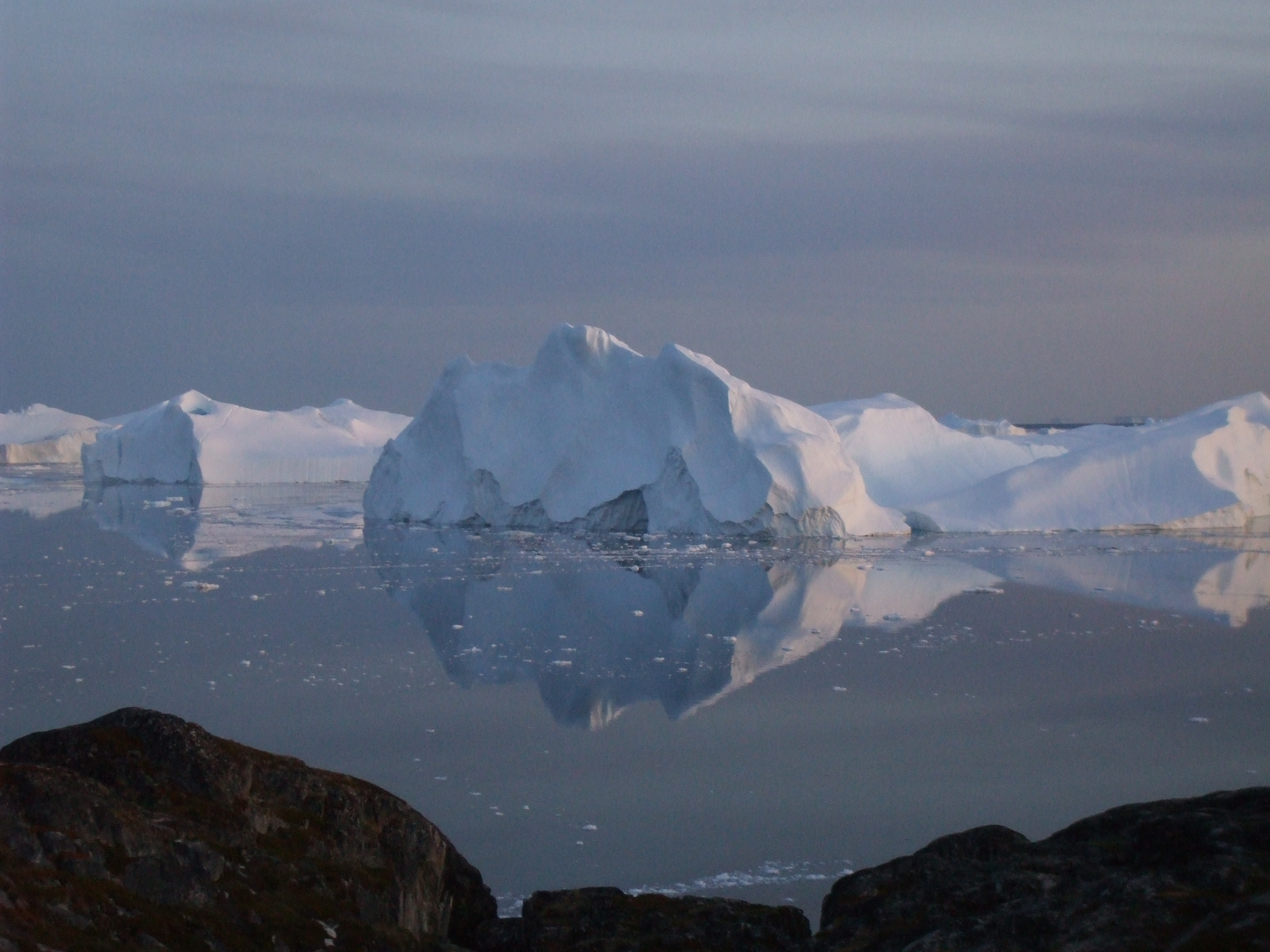
Icebergs géants du fjord en 2009.

Situé à proximité de la ville d'Ilulissat, ce fjord glacé de 4 024 km2, courant de glace de marée de 3 à 6 kilomètres de large, est l’embouchure maritime de Sermeq Kujalleq (6,5 % de la calotte), un des rares glaciers à travers lesquels la glace de l’inlandsis groenlandais atteint la mer.
Ce glacier est un des plus grands fournisseurs d'icebergs de l'hémisphère nord. En effet, celui-ci fond à un rythme moyen de 20 à 35 mètres par jour. Il en résulte une production annuelle de 20 milliards de tonnes d'icebergs (ce qui représente la quantité d’eau douce utilisée annuellement en France) dont certains mesurent plus de 1 000 m de hauteur. Leur taille est telle qu'ils peuvent rester bloqués plusieurs années dans le fjord avant d'être libérés et de dériver vers l'océan.

## Patrimoine mondial

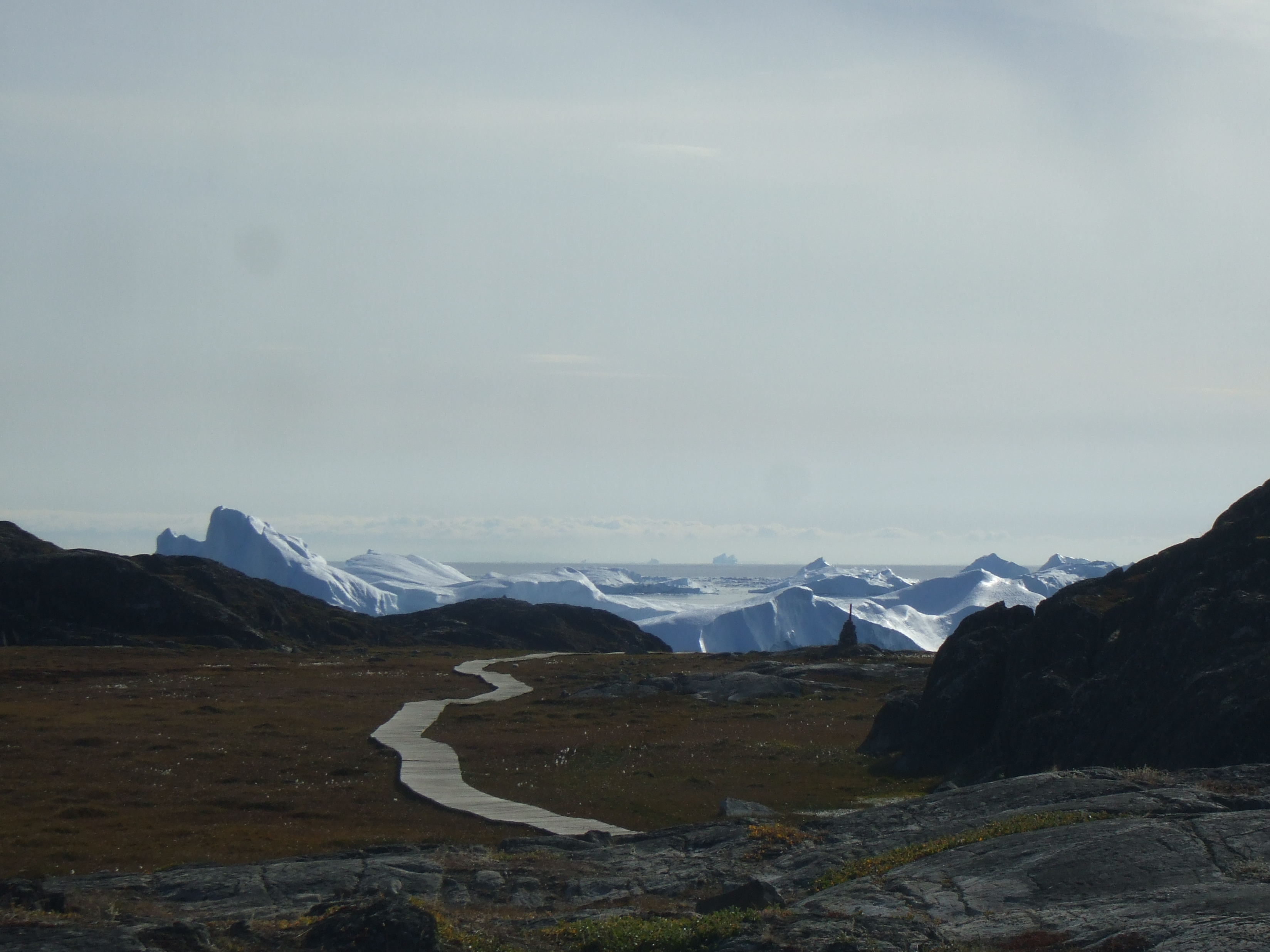
Chemin menant au fjord depuis la ville, la passerelle respecte la zone classée.

Le fjord glacé d'Ilulissat est classé depuis 2004 au patrimoine mondial de l'UNESCO. C'est un site privilégié pour l'observation de la fonte des glaciers et du réchauffement planétaire. De nombreux glaciologues et climatologues l'observent attentivement. Ilulissat est une destination touristique très prisée en raison de ses nombreux fjords pittoresques.

## Divers
Une partie de l'action du roman de David Gibbins, Le Chandelier d'or, se déroule au glacier d'Ilulissat.

## Pour approfondir